# Arhat
 (août 2022).
Si vous disposez d'ouvrages ou d'articles de référence ou si vous connaissez des sites web de qualité traitant du thème abordé ici, merci de compléter l'article en donnant les références utiles à sa vérifiabilité et en les liant à la section « Notes et références ».

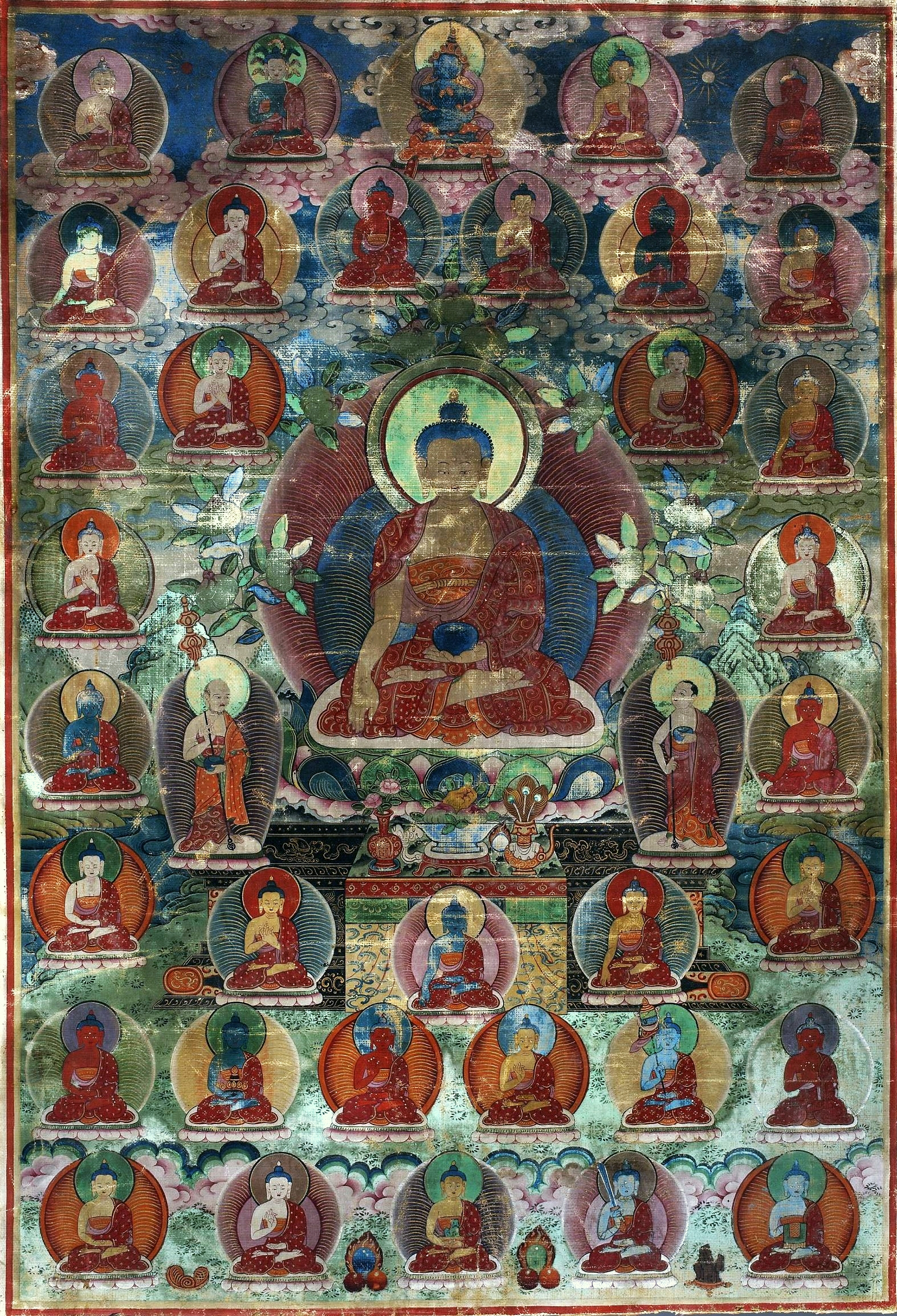
Le Bouddha Chakyamuni entouré de Maudgalyâyana et Saripoutta (deux disciples et arhat). Thangka tibétain, XVIIIe siècle, Musée national de Varsovie.

Arhat ou arhant (terme sanskrit ; en pâli: arahant), est le nom donné dans le bouddhisme theravâda à celui qui a atteint le dernier stade de la sagesse et de l'éveil. C'est le quatrième état des Quatre êtres nobles. 

## Étymologie
En sanskrit, le terme arhat est le participe présent du verbe arh-, « mériter ». C'est donc proprement un « méritant ». Il s'agit du premier titre donné à tous les bouddhas, et le mot est donc en quelque sorte de « libéré des passions et du samsâra ». On peut aussi le comprendre comme « digne », c'est-à-dire « digne de grand respect » ou « digne de vénération »
Le mot équivaut aussi à « vainqueur de l'ennemi », c'est-à-dire ici la cupidité, la colère et les illusions, l'ignorance. Une étymologie populaire veut en faire un mot composé de ari-, « ennemi » et de la racine han-, « tuer »[réf. nécessaire]. Cette étymologie a posteriori s'explique par une confusion possible avec un autre terme sanskrit, arihan-, qui est bien composé de ari- et han-.[réf. nécessaire]

## L'état d'arhat
Dans les anciens textes indiens et dans le bouddhisme theravâda, l'état d'arhant est le but final de la pratique bouddhique : l'atteinte du nirvāna, ce qui signifie l'élimination des afflictions, la fin des renaissances dans le monde de la souffrance (saṃsāra) et l'accession à l'état « où il ne reste rien à apprendre ».
C'est la quatrième et dernière étape du śrāvaka, le disciple du bouddhisme theravâda. Selon certaines interprétations, il existe une différence entre un arhat et un bouddha en ce que l'arhat a atteint l'Éveil à la suite d'un enseignement, alors qu'un bouddha l'a atteint par lui-même.
Dans les textes du bouddhisme mahâyâna, l'idéal de l'arhat est délaissé au profit de celui de bodhisattva considéré comme plus altruiste et plus accessible aux laïcs. Il est en quelque sorte un état intermédiaire, étape sur la voie du parfait éveil.
Le terme arhat est aussi une des dix épithètes du Bouddha et par conséquent dans certains textes, il sert à désigner Bouddha lui-même.

## Représentation dans les différents pays bouddhistes

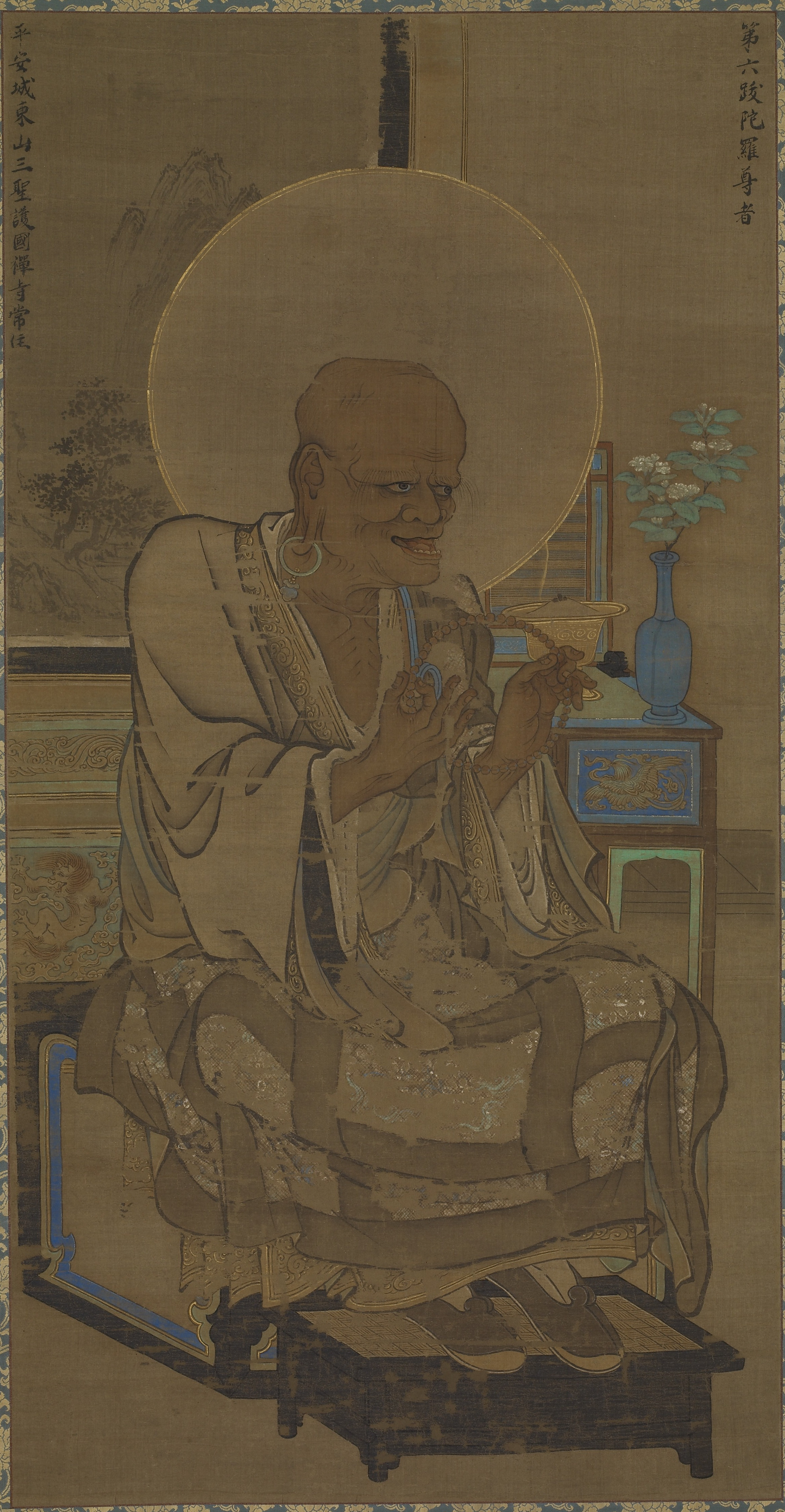
Un arhat, par Ryōzen. Rouleau japonais suspendu: encre, couleur et or sur soie.

### Chine
En Chine, la représentation la plus populaire d'arhat, (chinois: luohanI, montre le personnage de Budai, tout en rondeur, avec un grand sourire (lui valant en Occident le surnom de bouddha rieur). Il existe en réalité dix-huit Luohan dans la culture bouddhiste chinoise, mais Budai en est le plus populaire.
Le Temple Hualin de Canton (Guangzhou) 华林寺 (广州) (zh), Hualin Temple (Guangzhou) (en) comporte une « Porte de la droiture des 500 arhats ».

### Inde

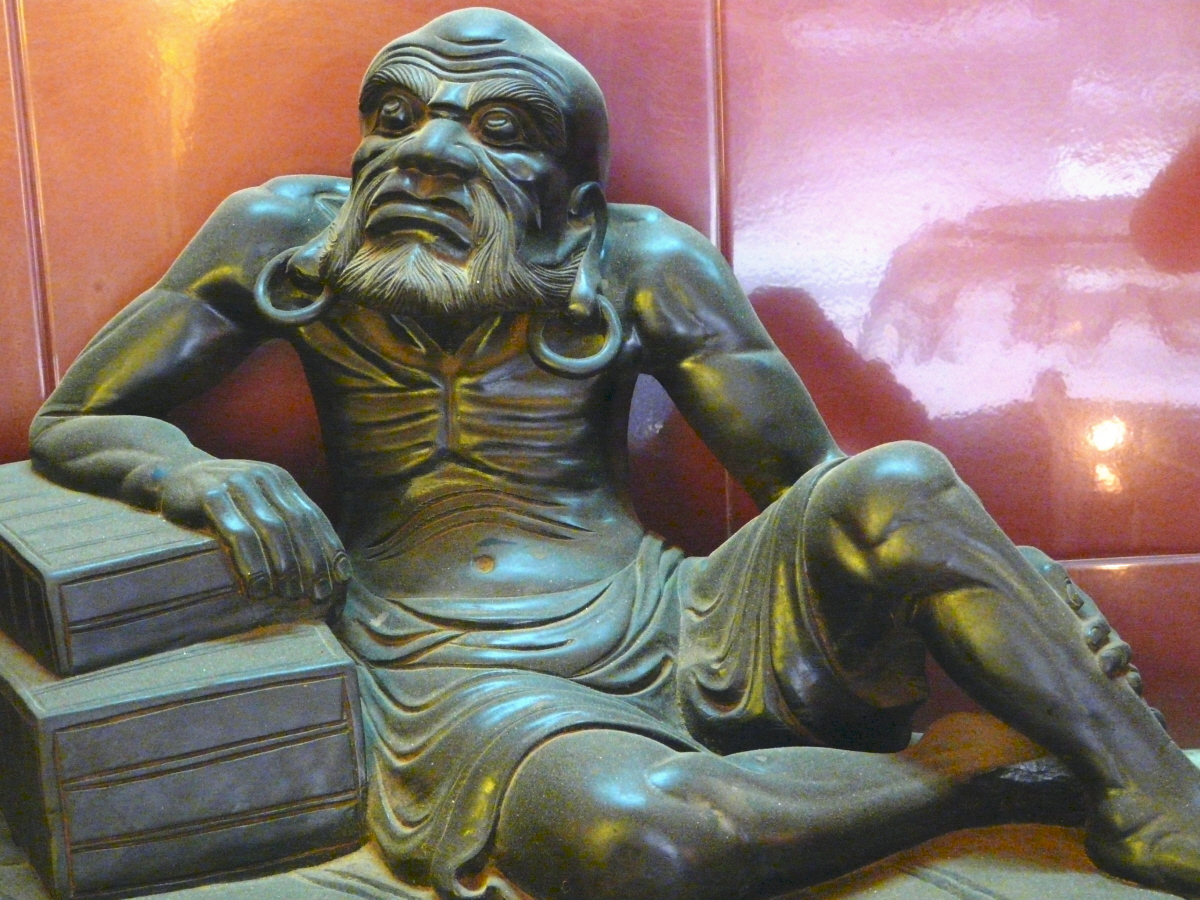
Sculpture en bois d'arhat. Pagode Quan Âm, quartier Cholon à Hô Chi Minh-Ville.

### Japon
Rakan (ou Arakan) au Japon, est un terme définissant tous les êtres qui, dans les temps anciens, parvinrent à la libération des dix liens du karma. Selon la tradition, il y en aurait cinq cents, mais on en représente en général seize (les seize arhat). Le plus souvent, ils sont vénérés en groupe plutôt qu'individuellement, comme dans le temple du Rakan-ji à Oîta (île de Kyushu). 
Selon la tradition, Rakan fut aussi le nom de seul disciple de Bouddha n'ayant pas atteint l'éveil, ce dont il fut inconsolable, pleurant jusqu'à sa mort la disparition de son maître. Il fait l'objet d'une grande vénération. Dans une grotte du temple sôtô Tôkô-ji (Kushu), pas moins de cinq cents statues représentent le célèbre moine dans des attitudes différentes. On en trouve 1 200 au temple Otagi Nenbutsu-ji à Kyoto.[réf. nécessaire]